# Carla Oberholzer
Carla Oberholzer, geborene van der Merwe, (* 14. Januar 1987 in Bloemfontein) ist eine ehemalige südafrikanische Radsportlerin.

## Sportlicher Werdegang
Im Alter von acht Jahren begann Carla Oberholzer als Turnerin. Als sie diesen Sport zehn Jahre lang ausgeübt hatte, erlitt sie einen Bänderriss. Zwar trainierte sie noch zwei Jahre weiter, konnte aber nicht mehr an ihr früheres Können anknüpfen. Ihr Vater drängte sie schließlich, sich dem Radsport zuzuwenden. Zunächst schloss sie ihre Ausbildung ab, ab 2012 begann sie ernsthaft mit dem Training, auch durch ihren Kontakt mit ihrem späteren Ehemann Stefan, mit dem sie gemeinsam Mountainbike-Touren unternahm.
2018 wurde Oberholzer südafrikanische Straßenmeisterin. 2019 siegte sie mit dem Team im Mannschaftszeitfahren bei den Afrikaspielen. 2021 wurde sie vierfache Afrikameisterin im Straßenrennen, Einzelzeitfahren, Mannschaftszeitfahren und der Mixed-Staffel. 2021 errang sie den nationalen Titel im Einzelzeitfahren. Sie startete im Straßenrennen der Olympischen Spiele in Tokio, erreichte aber nicht das Ziel.

## Berufliches
Oberholzer ist von Beruf Physiotherapeutin und betrieb ab 2015 eine eigene Praxis in ihrem Heimatort Bloemfontein. Anschließend führte sie gemeinsam mit ihrem Ehemann ein Café in Clarens.

## Erfolge
2018
- Südafrikanische Meisterin – Straßenrennen

2019
- Afrikaspielesiegerin – Mannschaftszeitfahren (mit Tiffany Keep, Zanri Rossouw und Maroesjka Matthee)
- Afrikameisterschaft – Mannschaftszeitfahren (mit Liezel Jordaan, Zanri Rossouw und Joanna van de Winkel)

2021
- Afrikameisterin – Straßenrennen, Einzelzeitfahren, Mixed-Staffel (mit Frances Janse van Rensburg, Hayley Preen, Ryan Gibbons, Kent Main und Gustav Basson), Mannschaftszeitfahren (mit Hayley Preen, Frances Janse van Rensburg und Maroesjka Matthee)

2022
- Südafrikanische Meisterin – Einzelzeitfahren

2024
- Südafrikanische Meisterin – Straßenrennen